# ИС (танк)
Тежките танкове ИС-1 и ИС-2 са продължители съответно на тежкия танк КВ-1 и средния танк с тежка броня КВ-13 („Обект 233“). Абревиатурата ИС идва от имената на Йосиф Сталин.

## История
Работата по проектирането им се води от Опитния танков завод, създаден на базата на СКБ-2 в Челябинск. При работата по проекта в по-голяма част е използвана базата на КВ-13, създаден като среден универсален танк с бронезащита на тежък танк.
При проектирането е предвидено да се използват лети броневи компоненти. Взето е решение да се използва не само лят купол, но и компоненти от корпуса – носовата част, подкуполното крепление и кърмовата част на корпуса. Това позволява да се използва по-пълноценно вътрешното пространство, да се диференцира бронезащитата и да се съкрати потребността от бронелистове. Последното обстоятелство е от особена важност, поради недостигът в този период на бронелистове.
Първият прототип, все още под името КВ-13 („Обект 233“), е изготвен в много кратки срокове и през май 1942 г. започват заводските изпитания. Масата на прототипа е била около 31,7 t. Въоръжението – 76-mm танково оръдие ЗИС-5 и сдвоена с него 7,62-mm картечница ДТ. Дебелината на челната броня е 120 mm, а на купола – 85 mm. Използван е двигател В-2К (600 к.с.), който позволява да се достигне скорост до 55 km/h. Елементите на ходовата част, включително и веригите, са взети от Т-34, а опорните ролки от КВ.
При серийните изпитания се открити редица недостатъци, най-сериозният от които е неудачната скоростна кутия, която дефектирала много бързо. Взето е решение скоростната кутия и част от ходовата част да бъде заменена с монтираните на КВ-1с. И с тези доработки танкът не издържа серийните изпитания и интересът на военните към него намалява рязко. Въпреки това през декември 1942 г. са произведени два нови прототипа КВ-13, в които са направени значителни промени в сравнение с първия прототип.
С постановление на ДКО от 24 февруари 1943 г. на Опитния танков завод се препоръчва разработването на два опитни образци танкове „Йосиф Сталин“ – ИС. Като изходни проектни данни за новите машини са взети техническите данни на последните два прототипа на КВ-13.
Първият прототип, въоръжен със 76-mm танково оръдие ЗИС-5, получава индекса ИС-1 („Обект 233“), а вторият, въоръжен със 122-mm танково оръдие У-11, получава индекса ИС-2 („Обект 234“).
Изпитанията и на двете машини се провеждат от22 март до 19 април 1943 г. Комисията отчита, че поради по-добрата компоновка, в сравнение с КВ-1с, танковете ИС имат по-добра бронезащита при по-малко тегло, по-висока скорост и равно (ИС-1) и по-мощно (ИС-2) въоръжение. Основните дефекти са локализирани в моторно-трансмисионното звено и в ходовата част. Комисията предлага да се преработи ходовата част, като се прибави още едно опорно колело.
В началото на април 1943 г. постъпват достоверни данни за тактико-техническите данни на новите немски танкове и е взето решение да бъдат създадени нови танкови оръдия, които да могат да водят борба с тях. По препоръка на ДКО е взето решени танковете ИС да бъдат въоръжени с 85-mm танково оръдие с балистиката на 85-mm зенитно оръдие 52-К обр.1939 г., което от дистанция 1000 m пробива 100 mm броня.
За целта са разработени четири прототипа – 2 КВ-13 и 2 ИС. На всяка от двойките прототипи са монтирани новосъздадените танкови оръдия С-31 и Д-5Т. При разработката е предвидено разширяването на купола на танковете ИС, което води и до увеличаване на дължината им с 420 mm. Това от своя страна довело до увеличаване на теглото до 44 t и влошило динамическите характеристики.
През юли 1943 г. са проведени сравнителни изпитания на четирите прототипа, при които е отдадено предпочитание на оръдието Д-5Т. Двата прототипа получават съответно индексите ИС-85 и КВ-85. Повторни изпитания с двата танка са проведени от и до 8 август същата година. Комисията препоръчва танковете да бъдат приети на въоръжение.
На 4 септември 1943 г. с постановление на ДКО тежкият танк ИС-85 е приет на въоръжение в редовете на Червената армия. В същото постановление се заповяда на Завод № 100 съвместно с Техническото управление на ГБТУ до 15 октомври 1943 г. да проектира танк със 122-mm оръдие, а до 1 ноември – самоходна артилерийска установка на неговата база. Новият танк със 122-mm оръдие Д-25 е разработен бързо и в края на октомври влиза на въоръжение под индекса ИС-122 („Обект 240“).
Първите серийни танкове ИС-85 започват да излизат от завода през октомври 1943 г., а ИС-122 през декември същата година. Производството на ИС-85 спира през януари 1944 г., а производството на ИС-122 продължава с нарастващи темпове. През март е решено танковете ИС-85 и ИС-122 да бъдат преименувани съответно на ИС-1 и ИС-2.
През февруари – май 1944 г. са въведени изменения в носовата част на корпуса (с цел подобряване бронезащитата) и купола (увеличена е дебелината на маската на оръдието и е разширена амбразурата), монтиран е нов прибор за наблюдение MK-IV и зенитна картечница ДШК.

## Модификации
- „Обект 233“ – прототип, въоръжен със 76,2-mm оръдие ZIS-5.
- „Обект 234“ – проротип, въоръжен със 122-mm оръдие У-11.
- „Обект 237“ – 2 прототипа, въоръжени съответно с 85-mm оръдия С-31 и Д-5ТС
- „Обект 240“ – прототип, въоръжен със 122-mm оръдие Д-25Т.
- „Обект 277“ – прототип, въоръжен със 130-mm нарезно оръдие М-65, 14,5-mm картечница КПВТ, двуплоскостен стабилизатор „Гроза“, ПНСВ, система за противоатомна защита, ТДА и оборудване за движение под вода. През 1958 г. са произведени 2 машини.
- ИС-1 (ИС-85) – тежък танк със 130-mm оръдие. Развитие на „Обект 237“. Когато започва производството на ИС-2, моделът е превъоръжен със 122-mm оръдие.
- ИС-100 – прототип, въоръжен със 100-mm оръдие.
- ИС-122 – прототип, въоръжен със 122-mm оръдие. Развитие на „Обект 240“.
- ИС-2 Модел 1943 – танк, въоръжен със 122-mm оръдие А-19. Развитие на „Обект 240“.
- ИС-2 Модел 1944 – танк, въоръжен със 122-mm оръдие Д-25Т. Развитие на „Обект 240“.
- ИС-2М – модернизиран вариант на ИС-2. Произвеждан в периода 1954 – 1956 г.
- ИС-3 Модел 1944 – с увеличена броня и нов тип купол. Вътрешното оборудване е еднакво с това на ИС-2 Модел 1944. Произведени са 350 машини.
- ИС-3М – модернизиран вариант на ИС-3. Произвеждан в края на 1950-те години.
- ИС-4 Модел 1944 – с по-голям купол, по-дебела броня, подобрения в ходовата част и боекомплект 30 снаряда. Влиза на въоръжение през 1947 г. Произведени са 250 машини. Заводски индекс „Обект 701“ (изготвени са 6 прототипа).
- ИС-5 – ескизен вариант, разработван от 1944 г. Не е произвеждан прототип.
- ИС-6 – изготвени са 2 различни прототипа с електромеханични трансмисии: „Обект 252“ на базата на ИС-3 и „Обект 253“ на базата на ИС-2. Не издържа заводските изпитания. Произведени са 8 машини от двата типа.
- ИС-7 – прототип, въоръжен със 130-mm оръдие С-26, бронята е с голям ъгъл на наклона, модернизирана ходова част. По-късно е използвано 130-mm оръдие С-20. Произведени са 10 машини. Заводски индекс „Обект 260“.
- ИС-8 – прототип, за който няма данни. Произведени са 10 машини. При изпитанията са открити множество недостатъци и танкът е изпратен за заводска доработка. След доработката получава новия индекс ИС-10. Заводски индекс „Обект 267“.
- ИС-9 – прототип, за който няма данни.
- ИС-10 Модел 1952 (Т-10) – с по-голям купол и 6 опорни ролки. Монтирано е ново въоръжение със 122-mm оръдие Д-25Т с гилзоизхвъргач, нов дизелов двигател и допълнителна бронезащита. Преименуван на Т-10. Заводски индекс „Обект 730“.
- Т-10А – модернизиран модел на Т-10, въоръжен със 122-mm оръдие Д-25ТА, стабилизирано и в двете плоскости. Заводски индекс „Обект 730А“. На въоръжение от 1955 г.
- Т-10Б – модернизиран модел на Т-10, въоръжен със 122-mm оръдие Д-25ТА и двуплоскостен стабилизатор ПУОТ-2 „Гром“ и прицел Т2С-29-14. Заводски индекс „Обект 730Б“. На въоръжение от 1957 г. до 1966 г. Снет от въоръжение през 1993 г.
- Т-10M – модернизиран модел на Т-10, въоръжен с оръдие 122-mm М-62-Т2 (2А17) и двуплоскостен стабилизатор 2Э12 „Ливен“ и прицел Т2С-29-14. Заводски индекс „Обект 272“. На въоръжение от 1957 г.
- „Обект 241“ – прототип на САУ ИСУ-152.
- „Обект 242“ – прототип на САУ ИСУ-122.
- „Обект 249“ – прототип на САУ ИСУ-122С.
- ИСУ – 122 – противотанкова самоходна артилерийска установка, въоръжена със 122-mm оръдие А-19. Развитие на „Обект 240“.
- ИСУ-122С – противотанкова самоходна артилерийска установка, въоръжена със 122-mm оръдие Д-25С. Развитие на „Обект 240“.
- ИСУ-130 – противотанкова самоходна артилерийска установка, въоръжена със 130-mm оръдие С-26.
- ИСУ-152 – противотанкова самоходна артилерийска установка, въоръжена със 152-mm оръдие МЛ-20С. Развитие на „Обект 241“.

## Тактико-технически данни на някои от моделите ИС
| Тактико-технически данни                |                                                               |                                                                      |                                                                      |
| ТТД/Танк                                | ИС-1                                                          | ИС-2                                                                 | ИС-3                                                                 |
| Дължина, m:                             | 8,30                                                          | 9,8                                                                  | 10                                                                   |
| Широчина, m:                            | 3,10                                                          | 3,10                                                                 | 3,20                                                                 |
| Височина, m:                            | 2,70                                                          | 2,70                                                                 | 2,45                                                                 |
| Тегло, t:                               | 42                                                            | 46                                                                   | 46,5                                                                 |
| Скорост, km/h:                          | 37 (шосе) 15 (терен)                                          | 37(шосе) 15 (терен)                                                  | 40 (шосе) 19 (терен)                                                 |
| запас от ход по шосе, km:               | 240                                                           | 240                                                                  | 190                                                                  |
| запас от ход по пресечена местност, km: | 125                                                           | 125                                                                  | 160                                                                  |
| Основно въоръжение:                     | 85-mm оръдие Д-5Т (59 сн.)                                    | 122-mm оръдие Д-5Т (28 сн.)                                          | 122-mm оръдие Д-5Т (28 сн.)                                          |
| Доп. въоръжение:                        | 3х 7,62-mm картечница ДТ (2520 п.)                            | 2х 7,62-mm картечница ДТ (2330 п.) 1х12,7-mm картечница ДШК (945 п.) | 2х 7,62-mm картечница ДТ (1000 п.) 1х12,7-mm картечница ДШК (945 п.) |
| Двигател:                               | 12-цилиндров дизел В-2K (600 к.с.) 5-степенна скоростна кутия | 12-цилиндров дизел В-2K (600 к.с.) 5-степенна скоростна кутия        | 12-цилиндров дизел В-2K (600 к.с.) 5-степенна скоростна кутия        |
| Броня, mm:                              | корпус: 120 купол: 100                                        | корпус: 120 купол: 90                                                | корпус: 120 купол: 160                                               |
| Екипаж:                                 | 4 души                                                        | 4 души                                                               | 4 души                                                               |